# Férfi kajak kettes 10 000 méter az 1952. évi nyári olimpiai játékokon
Az 1952. évi nyári olimpiai játékokon a kajak-kenu férfi kajak kettes 10 000 méteres versenyszámát július 27-én rendezték Taivallahti-ben.

## Eredmények

### Döntő
| Helyezés | Nemzet                                                        | Idő     | Mj |
| -------- | ------------------------------------------------------------- | ------- | -- |
| Arany    | Finnország (FIN) · Kurt Wires · Yrjö Hietanen                 | 44:21,3 |    |
| Ezüst    | Svédország (SWE) · Gunnar Åkerlund · Hans Wetterström         | 44:21,7 |    |
| Bronz    | Magyarország (HUN) · Varga Ferenc · Gurovits József           | 44:26,6 |    |
| 4.       | Ausztria (AUT) · Maximilian Raub · Herbert Wiedermann         | 44:29,1 |    |
| 5.       | Norvégia (NOR) · Ivar Mathisen · Knut Østby                   | 45:04,7 |    |
| 6.       | Németország (GER) · Karl-Heinz Schäfer · Meinrad Miltenberger | 45:15,2 |    |
| 7.       | Csehszlovákia (TCH) · Rudolf Klabouch · Bedřich Dvořák        | 45:39,6 |    |
| 8.       | Dánia (DEN) · Ingvard Nørregaard · Svend Frømming             | 45:59,6 |    |
| 9.       | Hollandia (NED) · Cees Koch · Jan Klingers                    | 46:09,6 |    |
| 10.      | Szovjetunió (URS) · Igor Feoktisov · Nikolay Tetyorkin        | 47:00,9 |    |
| 11.      | Kanada (CAN) · William Brigden · James Nickel                 | 47:53,2 |    |
| 12.      | Saar-vidék (SAA) · Heinrich Hess · Kurt Zimmer                | 48:05,6 |    |
| 13.      | Franciaország (FRA) · Josy Koelsch · Georges Kunz             | 48:23,2 |    |
| 14.      | Egyesült Államok (USA) · John Anderson · Paul Bochnewich      | 48:30,7 |    |
| 15.      | Nagy-Britannia (GBR) · Graham Palmer · Raymond Parker         | 48:32,6 |    |
| 16.      | Svájc (SUI) · Werner Müller · Werner Bieri                    | 49:21,2 |    |
| 17.      | Olaszország (ITA) · Raffaele Bastoni · Dante Agostini         | 49:21,8 |    |
| 18.      | Luxemburg (LUX) · Eugène Hanck · Roland Licker                | 50:08,4 |    |